# AMD Athlon 64
Der AMD Athlon 64 ist ein Mikroprozessor für Computer und der zweite Vertreter der AMD K8-Generation. Er wurde am 23. September 2003 eingeführt und besitzt die AMD64-Befehlssatzerweiterung für x86-Prozessoren.
Der Athlon 64 trat die Nachfolge des AMD Athlon XP an. Neben der Desktop-Version wurden noch Modelle für Notebooks (Mobile Athlon 64 bzw. Turion 64 Mobile Technology), für LowCost-Systeme (Sempron) und für den High-End-Markt (AMD Athlon 64 FX) produziert. Im Jahr 2007 kamen auch Modelle auf den Markt, die auf die „64“ im Namen verzichteten. Der AMD Athlon auf K8-Basis wird im Sprachgebrauch teilweise auch als Athlon LE oder Athlon 64 LE bezeichnet, um ihn vom AMD Athlon auf K7-Basis abzugrenzen, diese Namen entsprechen aber nicht der offiziellen Bezeichnung. Der Athlon 64 ist generell nicht für Multiprozessor-Systeme geeignet, die dafür geeignete Variante der Athlon-64-Familie wurde unter dem Namen AMD Opteron vertrieben. Jedoch wurde mit dem AMD Athlon 64 X2 eine CPU auf den Markt gebracht, die zwei CPU-Kerne besitzt (Dual-Core) und sich deswegen ähnlich wie ein Dual-CPU-System verhält.

## Entwicklung
Anfangs hatte AMD anscheinend Fertigungsprobleme mit dem Athlon 64 und konnte die Modelle nicht hoch genug takten. Die Ursache wurde in parasitären Kapazitäten bei dem ansonsten vor allem bei Teillast sehr energiesparenden SOI-Prozess vermutet. Die Markteinführung verzögerte sich dadurch erheblich, und man war ungefähr ein Jahr hinter dem ursprünglichen Zeitplan. Aus diesem Grund war es anfangs ungewiss, ob AMD mit dem Athlon 64 Erfolg haben würde und mit Intels Pentium 4 mithalten könne. Durch Verbesserungen in der Fertigung und neuere Steppings des Athlon 64 konnten die Probleme behoben werden.
Der Athlon 64 hat den Athlon XP vollständig ersetzt: AMD bot Modelle mit einem auf dem alten Quantispeed-Rating basierenden Modell-Rating von 2800+ bis 4000+ an und deckte damit den gesamten Markt ab. Für den Budget-Bereich wurde der AMD Sempron entwickelt. Im Jahr 2007 wurde das Rating für neue Prozessoren wieder fallengelassen und auch die „64“ im Namen hielt man für überflüssig, da inzwischen alle x86-Prozessoren 64-Bit-fähig waren. Neuere Modelle findet man deswegen unter dem Namen Athlon, dem eine Modellnummer angehängt ist. Die Modellnummer besteht aus zwei Buchstaben, gefolgt von einem Bindestrich und einer vierstelligen Nummer (z. B. LE-1620). Der erste Buchstabe steht dabei für die Leistungsklasse, L bedeutet Unterklasse. Der zweite Buchstabe benennt die ungefähre Verlustleistung, E bedeutet dabei weniger als 65 W TDP. Bei der vierstelligen Nummer steht die erste Ziffer für die Typenfamilie, die anderen drei Ziffern ordnen den Prozessor innerhalb dieser Typenfamilie zu.

### Prozessorsockel
- Sockel 754: Der Athlon 64 für den Sockel 754 hat nur ein Single-Channel-Speicherinterface und kommt daher mit 754 Pins und vierlagigen Hauptplatinen aus. Dieser Sockel diente als erste Plattform für den Athlon 64, wurde dann aber durch den Sockel 939 ersetzt. Der Sockel 754 diente noch bis Mitte 2006 als Plattform für den AMD Sempron und für die Notebookprozessoren Mobile Athlon 64, Turion 64 und Mobile Sempron.
- Sockel 939: Der Sockel 939 bietet dem Athlon 64 ein Dual-Channel-Speicherinterface. Wegen der damit verdoppelten Speicherbandbreite verfügen die Sockel-939-CPUs über eine höhere Leistung als die Sockel-754-Modelle. AMD setzt deswegen ein anderes Performance-Rating an, um diesem Umstand gerecht zu werden; so haben Athlon 64 für Sockel 939 bei gleicher Taktfrequenz und L2-Cache ein höheres Rating als beim Sockel 754. Mitte 2006 wurde er durch den Sockel AM2 abgelöst. Der eigentlich nur für den AMD Opteron gedachte Sockel 940 wurde anfangs als Plattform für den Athlon 64 FX genutzt, der im Prinzip nur ein umbenannter Opteron war. Dieser wurde aber nach kurzer Zeit für den Desktop-Markt überflüssig, da AMD den Athlon 64 FX auch für die Sockel 939 und AM2 konzipierte.
- Sockel AM2: Über den Sockel AM2 bindet der Athlon 64 über zwei Speicherkanäle DDR2-SDRAM an. Zusätzlich unterstützen die Prozessoren für diesen Sockel die Virtualisierungstechnik AMD-V. Aus Marketing-Gründen liegt der Fokus zunehmend auf Dual-Core-Prozessoren, was bei der Athlon-64-Serie bereits 2007 zur Einstellung der Produktion führte; Single-Core-Modelle für den Sockel AM2 wurden lediglich innerhalb der Athlon-Serie (ohne „64“) weiterproduziert.
- Ball Grid Array ASB1: Das ASB1 package ist ein verkleinertes Ball Grid Array (BGA) speziell für den Athlon Neo (Huron-Kern), um ihn platzsparend in Subnotebooks oder Netbooks zu verlöten. Das BGA nimmt eine Fläche von 27 mm auf 27 mm bei einer Profilhöhe von 2,5 mm ein.[3]

### Prozessorkerne
Es gibt verschiedene Prozessorkerne für den Athlon 64, die die Namen Clawhammer, Newcastle, Winchester, Venice, San Diego, Orleans und Lima tragen.
- Der Clawhammer ist der älteste Kern, seine Revision C0 in 130-nm-Fertigung bildete die Basis für die ersten Athlon 64 mit 1 MiB L2-Cache, die ab dem 23. September 2003 ausgeliefert wurden.[1] Der integrierte Speichercontroller der Revision C0 kann bei umfangreichen Speicherbestückungen (insbesondere mit drei oder mehr doppelseitigen Modulen) den RAM nicht hoch takten. Mit drei PC3200-Speichermodulen mit jeweils 512 MiB sind maximal 166 MHz anstatt 200 MHz möglich, mit drei 1 GiB-Modulen muss der Controller sogar auf 100 MHz Speichertakt herunterschalten, da andernfalls keine sichere Signalübertragung zu gewährleisten ist. Die neuere Revision CG bot neben verbessertem thermischen Design und erweitertem Powermanagement kleinere Verbesserungen am Speichercontroller und die neue Option „2T Command Rate“ an, durch die sich der maximale Speichertakt bei großen Bestückungen erhöhen ließ. Dabei wird eine Speicheranforderung nicht wie üblich einen Takt lang über die Prozessorpins signalisiert, sondern zwei Takte lang durchgehalten, so dass auch bei hohen Takten eine sichere Signalerkennung möglich ist. Diese Sicherheit erkauft man sich durch einen Verlust an Übertragungsbandbreite. Ob der 2T-Overhead durch den höheren Speichertakt aufgewogen werden kann, muss im Einzelfall festgestellt werden. Einige BIOS-Versionen aktivieren 2T standardmäßig in jedem Fall und bremsen so auch „schnelle“ Speicherbestückungen unnötig um bis zu 15 % aus.
- Der Name Newcastle für einen Prozessorkern tauchte erstmals in Verbindung mit Clawhammer-Prozessoren auf, bei denen eine Hälfte des L2-Caches deaktiviert war und die zum Ausgleich mit mehr Takt liefen, um nominell die gleiche Leistung zu erbringen. Später gab es „echte“ Newcastle-CPUs, die physisch tatsächlich nur über 512 KiB Cache verfügten.
- Danach führte AMD den Winchester (Revision D0) ein, der die Migration zur 90-nm-Fertigung darstellte und in Deutschland ab Oktober 2004 erhältlich war.[4][5] Durch die kleineren Strukturbreiten wurden höhere Taktraten bei geringerer Leistungsaufnahme möglich. Durch die 90-nm-Fertigung sank die Verlustleistung des Winchester-Kerns um bis zu 20 % gegenüber dem Newcastle-Kern, somit war eine effizientere Kühlung unter gleichen Bedingungen möglich. Nochmals wurde der Speichercontroller verbessert.
- Relativ kurz nach dem Winchester folgte bereits der nächste Kern namens Venice (Revision E3, 512 KiB L2-Cache), der erstmals SSE3 unterstützte und ebenfalls in 90 nm gefertigt wurde. Bei diesen Prozessoren integrierte AMD erstmals die gemeinsam mit IBM entwickelte Dual-Stress-Liner-Technologie in den Fertigungsprozess. Durch ein gestrecktes Kristallgitter können die Transistoren im Chip bei gleich bleibender Verlustleistung bis zu 24 % schneller schalten. In der Praxis rechnete AMD mit einem um 16 % erhöhten Taktpotenzial, was auf bis zu 2800 MHz Kerntakt hinausliefe. Der Speichercontroller der Revision E3 wurde erneut verbessert. Umfangreiche Speicherbestückungen müssen nur noch mit 2T Command Rate ausgebremst werden, wenn vier doppelseitige DIMMs verwendet werden, die mit DDR-400 laufen sollen. Alle anderen Konfigurationen können mit Maximalgeschwindigkeit betrieben werden. Die Speichertransferleistung wird durch eine verdoppelte Anzahl Write-Combine-Buffer erhöht, und auch die Leistung in Verbindung mit UMA-Grafikkarten wurde gesteigert. Zusätzlich unterstützt der Venice neue Werte für die Speicherteiler. Dadurch wird es möglich, auch (nicht JEDEC-spezifizierte) DDR-500-Speichermodule zu verwenden, wenn das BIOS die neuen Speicherteiler unterstützt. Der Leistungszuwachs durch diese Vergrößerung der Speicherbandbreite bewegt sich allerdings nur im unteren einstelligen Prozentbereich. Kurz nach der Markteinführung der Revision E3 des Venice wurden drei Fehler in den Prozessoren entdeckt. So erwiesen sich die neuen Write-Combine-Buffer als nicht praxistauglich und mussten beim Booten des Systems vom BIOS abgeschaltet werden. Wenn das nicht geschah, konnte das System zu einem nicht vorhersehbaren Zeitpunkt einfrieren. AMD legte den Venice-Prozessor daher schon kurze Zeit später in der korrigierten E6-Version neu auf.
- Unter dem Namen San Diego (Revision E4) erschien zudem eine Variante des Venice mit 1024 KiB L2-Cache. Entsprechende Prozessoren waren in Deutschland ab Mai 2005 erhältlich.[6][7] Von den Problemen der ersten Venice-Generation sind diese CPUs grundsätzlich nicht betroffen.
- Der Kern Orleans wurde ebenfalls in 90 nm gefertigt, unterstützt aber DDR2-Speicher und die Virtualisierungstechnologie AMD-V. Damit die neuen Fähigkeiten genutzt werden können, benötigt der Kern den neuen Sockel AM2.
- Der neuere Lima-Kern ist identisch mit dem Orleans, allerdings wurde er in 65 nm gefertigt, wodurch die Verlustleistung sinkt.
- Mit dem Kern Windsor wurden die ersten Prozessoren der K8-Generation vorgestellt, die AMD wieder unter dem reinen Label „Athlon“ (ohne den Zusatz „64“) veröffentlichte. Intern handelt es sich eigentlich um Dual-Core-Prozessoren, wobei allerdings einer der beiden Kerne abgeschaltet wurde. Durch diese Maßnahme erhöhte AMD zum einen die Ausbeute, da so auch Prozessoren verkauft werden konnten, bei denen ein Kern nicht korrekt funktioniert. Außerdem konnte so auch die maximale Verlustleistung auf dem Level von 45 Watt gehalten werden, obwohl diese Prozessoren noch in einer 90-nm-Fertigung erstellt wurden.[8]
- Der Huron-Kern des Athlon Neo ist darauf ausgelegt als Einkernprozessor in ultramobilen Computern, wie etwa größeren Netbooks, verbaut zu werden. Er wurde in 65-nm-Fertigung hergestellt und hat eine TDP von 15 Watt. Erste Exemplare kamen im Januar 2009 in den Umlauf. Er wurde in Mini-Notebooks zusammen mit einer in den M690T-Chipsatz integrierten Grafikeinheit als Yukon-Plattform vertrieben.[9] AMD kündigte auch eine Dualcore-Variante als Congo-Plattform an.[10]

## Modelldaten Sockel754
Alle Prozessoren für den Sockel 754 besitzen einen Speichercontroller mit einem Kanal (64 Bit, Single-Channel-Betrieb) für DDR-SDRAM.

### Clawhammer
- Revisionen: C0, CG
- L1-Cache: 64 + 64 KiB (Daten + Instruktionen)
- L2-Cache: 1024 KiB mit Prozessortakt (Sonderversion mit 512 KiB, Rest deaktiviert)
- MMX, Extended 3DNow!, SSE, SSE2, AMD64, Cool’n’Quiet, NX-Bit
- Sockel 754, HyperTransport mit 800 MHz (HT 1600)
- Fertigungstechnik: 130 nm (SOI)
- Die-Größe: 193 mm² bei 105,9 Millionen Transistoren
- Taktfrequenzen: 1,8–2,4 GHz
- Modelle: Athlon 64 2800+ bis 3700+

### Newcastle

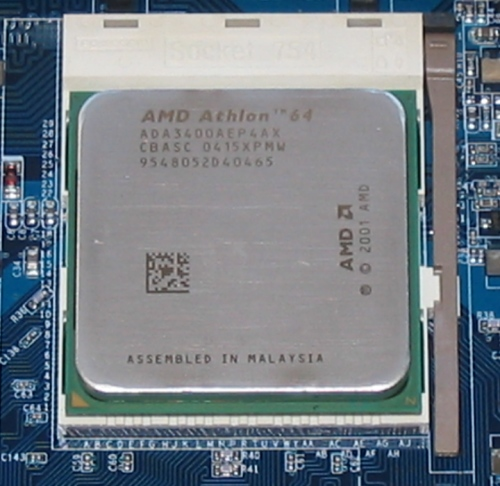
Athlon 64 3400+ (Rev. CG)

Der Athlon 64 Newcastle-Kern für Sockel 754 wurde über OEMs auch als Athlon XP-M "Paris" (sprich: mit der Marketingbezeichnung der Vorgängerarchitektur K7) vertrieben, jedoch wurde dabei der Cache auf maximal 256 KiB verringert und die AMD64-Erweiterung gestrichen.
- Revision: CG
- L1-Cache: 64 + 64 KiB (Daten + Instruktionen)
- L2-Cache: 512 KiB mit Prozessortakt
- MMX, Extended 3DNow!, SSE, SSE2, AMD64, Cool’n’Quiet, NX-Bit
- Sockel 754, HyperTransport mit 800 MHz (HT 1600)
- Fertigungstechnik: 130 nm (SOI)
- Die-Größe: 144 mm² bei 68,5 Millionen Transistoren
- Taktfrequenzen: 1,8–2,4 GHz
- Modelle: Athlon 64 2800+ bis 3400+

### Venice
- Revisionen: E3, E6

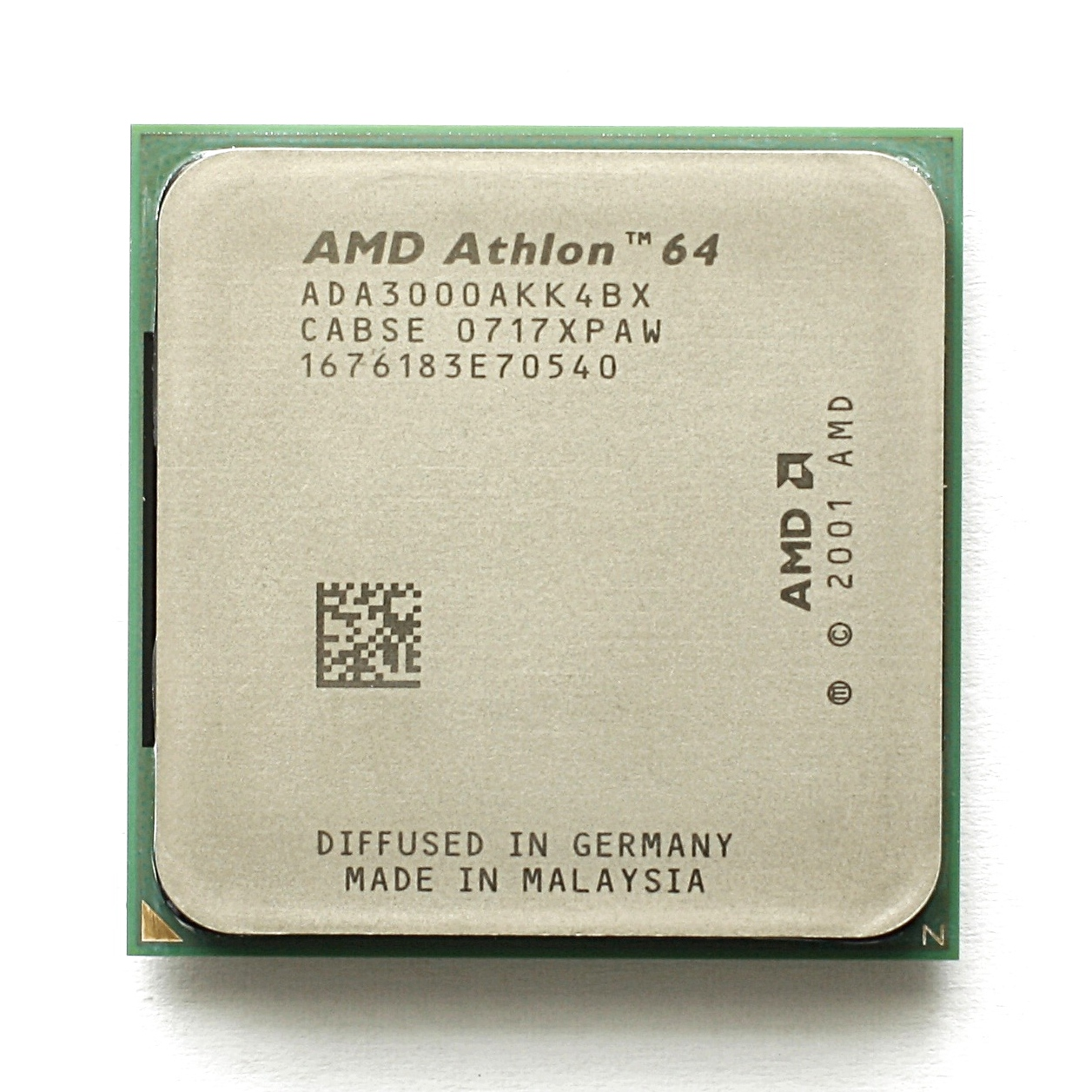
AMD Athlon 64 3000+ (Rev. E6)

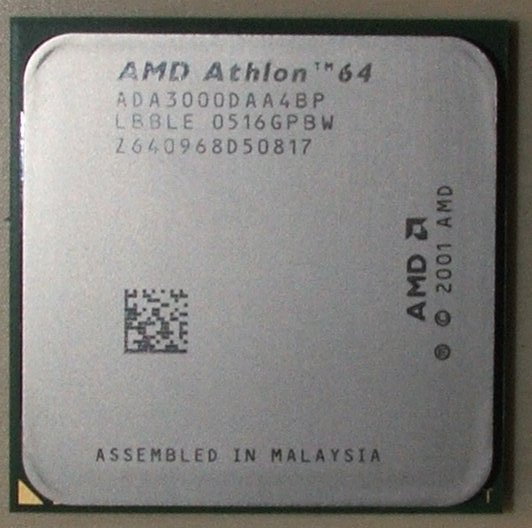
Athlon 64 3000+ (Rev. E3)

- L1-Cache: 64 + 64 KiB (Daten + Instruktionen)
- L2-Cache: 512 KiB mit Prozessortakt
- MMX, Extended 3DNow!, SSE, SSE2, SSE3, AMD64, Cool’n’Quiet, NX-Bit
- Sockel 754, HyperTransport mit 800 MHz (HT 1600)
- Fertigungstechnik: 90 nm (SOI)
- Die-Größe: 83,5 mm² bei 68,5 Millionen Transistoren
- Taktfrequenzen: 2,0–2,4 GHz
- Modelle: Athlon 64 3000+ bis 3400+

## Modelldaten Sockel 939
Alle Prozessoren für den Sockel 939 besitzen einen Speichercontroller mit zwei Kanälen (128 Bit, Dual-Channel-Betrieb) für DDR-SDRAM.

### Clawhammer
- Revision: CG
- L1-Cache: 64 + 64 KiB (Daten + Instruktionen)
- L2-Cache: 1024 KiB mit Prozessortakt (Sonderversionen mit 512 KiB, Rest deaktiviert)
- MMX, Extended 3DNow!, SSE, SSE2, AMD64, Cool’n’Quiet, NX-Bit
- Sockel 939, HyperTransport mit 1.000 MHz (HT 2000)
- Fertigungstechnik: 130 nm (SOI)
- Die-Größe: 193 mm² bei 105,9 Millionen Transistoren
- Taktfrequenzen: 2,2–2,4 GHz
- Modelle: Athlon 64 3500+ und 4000+

### Newcastle
- Revision: CG
- L1-Cache: 64 + 64 KiB (Daten + Instruktionen)
- L2-Cache: 512 KiB mit Prozessortakt
- MMX, Extended 3DNow!, SSE, SSE2, AMD64, Cool’n’Quiet, NX-Bit
- Sockel 939, HyperTransport mit 1.000 MHz (HT 2000)
- Fertigungstechnik: 130 nm (SOI)
- Die-Größe: 144 mm² bei 68,5 Millionen Transistoren
- Taktfrequenzen: 1,8–2,4 GHz
- Modelle: Athlon 64 3000+ bis 3800+

### Winchester
- Revision: D0
- L1-Cache: 64 + 64 KiB (Daten + Instruktionen)
- L2-Cache: 512 KiB mit Prozessortakt
- MMX, Extended 3DNow!, SSE, SSE2, AMD64, Cool’n’Quiet, NX-Bit
- Sockel 939, HyperTransport mit 1.000 MHz (HT 2000)
- Fertigungstechnik: 90 nm (SOI)
- Die-Größe: 84 mm² bei 68,5 Millionen Transistoren
- Taktfrequenzen: 1,8–2,2 GHz
- Modelle: Athlon 64 3000+ bis 3500+

### Venice
- Revisionen: E3, E6
- L1-Cache: 64 + 64 KiB (Daten + Instruktionen)
- L2-Cache: 512 KiB mit Prozessortakt
- MMX, Extended 3DNow!, SSE, SSE2, SSE3, AMD64, Cool’n’Quiet, NX-Bit
- Sockel 939, HyperTransport mit 1.000 MHz (HT 2000)
- Fertigungstechnik: 90 nm (SOI)
- Die-Größe: 83,5 mm² bei 68,5 Millionen Transistoren
- Taktfrequenzen: 1,0–2,4 GHz
- Modelle: Athlon 64 1500+ bis 3800+

### San Diego
- Revision: E4
- L1-Cache: 64 + 64 KiB (Daten + Instruktionen)
- L2-Cache: 1024 KiB mit Prozessortakt (Sonderversion mit 512 KiB, Rest deaktiviert)
- MMX, Extended 3DNow!, SSE, SSE2, SSE3, AMD64, Cool’n’Quiet, NX-Bit
- Sockel 939, HyperTransport mit 1.000 MHz (HT 2000)
- Fertigungstechnik: 90 nm (SOI)
- Die-Größe: 115 mm² bei 114 Millionen Transistoren
- Taktfrequenzen: 2,2–2,4 GHz
- Modelle: Athlon 64 3500+ bis 4000+

### Manchester mit einem deaktivierten Kern
- entstanden aus einem Athlon 64 X2 Doppelkernprozessor durch das Deaktivieren eines Kerns
- Revision: E4
- L1-Cache: 64 + 64 KiB (Daten + Instruktionen)
- L2-Cache: 512 KiB mit Prozessortakt
- MMX, Extended 3DNow!, SSE, SSE2, SSE3, NX-Bit, AMD64 und Cool’n’Quiet.
- Fertigungstechnik: 90 nm (SOI)
- Die-Größe: 147 mm² bei 154,0 Millionen Transistoren
- Modelle: Athlon 64 3200+ und 3500+

### Toledo mit einem deaktivierten Kern
- entstanden aus einem Athlon 64 X2 Doppelkernprozessor durch das Deaktivieren eines Kerns
- Revision: E6
- L1-Cache: 64 + 64 KiB (Daten + Instruktionen)
- L2-Cache: 1024 KiB mit Prozessortakt
- MMX, Extended 3DNow!, SSE, SSE2, SSE3, NX-Bit, AMD64 und Cool’n’Quiet.
- Fertigungstechnik: 90 nm (SOI)
- Die-Größe: 199 mm² bei 233,2 Millionen Transistoren
- Modelle: Athlon 64 3700+ und 4000+

## Modelldaten Sockel AM2
Alle Prozessoren für den Sockel AM2 besitzen einen Speichercontroller mit zwei Kanälen (128 Bit, Dual-Channel-Betrieb) für DDR2-SDRAM.

### Energieklassen
Der AMD Athlon 64 wurde in verschiedenen Energieklassen gefertigt. Eine Unterscheidung der Modelle ist nur anhand der OPN möglich. Diese Nummer befindet sich auf dem Prozessorgehäuse unter der Prozessorbezeichnung.
| Anfang der OPN | maximale Leistungsaufnahme | Energieklasse |
| -------------- | -------------------------- | ------------- |
| ADDxxxxxxxxxx  | 35 Watt                    | EE SFF        |
| ADHxxxxxxxxxx  | 45 Watt                    | Standard      |
| ADNxxxxxxxxxx  | 62 Watt                    | Standard      |
| ADOxxxxxxxxxx  | 65 Watt                    | Standard      |
| ADAxxxxxxxxxx  | 89 Watt                    | Standard      |
| ADVxxxxxxxxxx  | 89 Watt                    | Standard      |
| ADXxxxxxxxxxx  | 125 Watt                   |               |

 Abkürzungen 
- EE: Energy Efficient bedeutet, dass die CPU im Vergleich weniger Strom verbraucht und dadurch die Verlustleistung geringer ist.
- SFF: Small Form Factor bedeutet, dass die Verlustleistung gegenüber EE noch einmal deutlich verringert wurde. Die CPU benötigt dadurch eine weniger aufwendige Kühlung und ist damit für kleinere Computergehäuse geeignet.

### Orleans

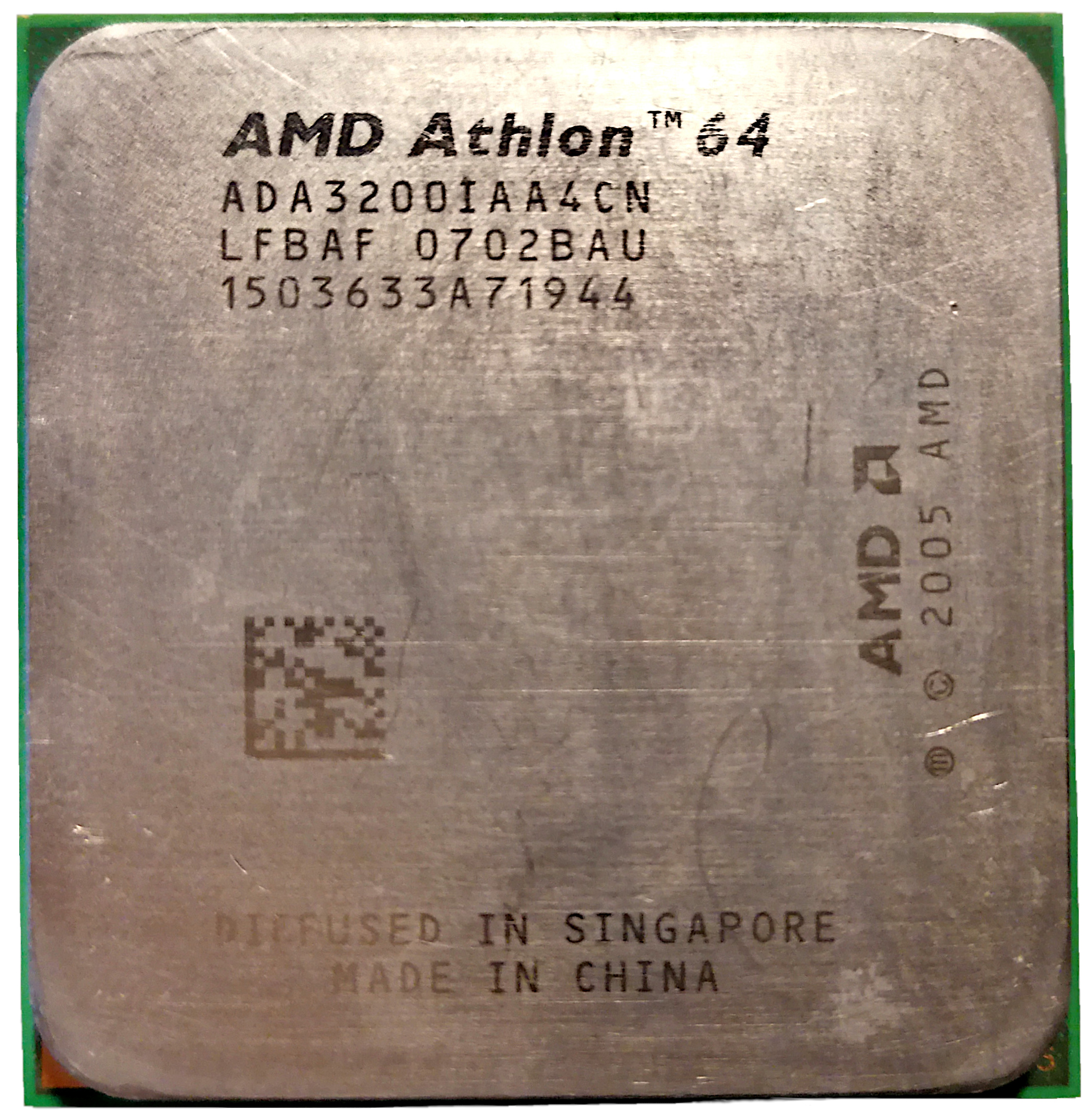
AMD Athlon 64 3200+ Orleans (ADA3200IAA4CN)

- Native Einzelkerne möglich, eventuell auch nur Athlon 64 X2 Doppelkerne „Windsor“ mit einem deaktivierten Kern
- Revision: F2
- L1-Cache: 64 + 64 KiB (Daten + Instruktionen)
- L2-Cache: 512 KiB mit Prozessortakt
- MMX, Extended 3DNow!, SSE, SSE2, SSE3, AMD64, Cool’n’Quiet, NX-Bit, AMD-V
- Sockel AM2, HyperTransport mit 1.000 MHz (HT 2000)
- Fertigungstechnik: 90 nm (SOI)
- Die-Größe: 103 mm² bei 81,1 Millionen Transistoren
- Taktfrequenzen: 1,8–2,6 GHz
- Modelle: Athlon 64 3000+ bis 4000+

### Windsor mit einem deaktivierten Kern
- Athlon 64 X2 Doppelkernprozessor mit einem deaktivierten Kern
- Revision: F3
- L1-Cache: 64 + 64 KiB (Daten + Instruktionen)
- L2-Cache: 1024 KiB mit Prozessortakt (auch Versionen mit 512 KiB, Rest deaktiviert)
- MMX, Extended 3DNow!, SSE, SSE2, SSE3, AMD64, Cool’n’Quiet, NX-Bit, AMD-V
- Sockel AM2, HyperTransport mit 1.000 MHz (HT 2000)
- Fertigungstechnik: 90 nm (SOI)
- Die-Größe: 230 mm² bei 227,4 Millionen Transistoren
- Taktfrequenzen: 2,2–3,2 GHz
- Modelle: Athlon64 X2 3500+ bis 6400+; Athlon LE-1600 bis LE-1640

### Lima
- Native Einzelkerne möglich, eventuell auch nur Athlon 64 X2 Doppelkerne „Brisbane“ mit einem deaktivierten Kern
- Revisionen: G1, G2
- L1-Cache: 64 + 64 KiB (Daten + Instruktionen)
- L2-Cache: 512 KiB mit Prozessortakt
- MMX, Extended 3DNow!, SSE, SSE2, SSE3, AMD64, Cool’n’Quiet, NX-Bit, AMD-V, Presidio
- Sockel AM2, HyperTransport mit 1.000 MHz (HT 2000)
- Fertigungstechnik: 65 nm (SOI)
- Die-Größe: 77,2 mm² bei 122 Millionen Transistoren
- Taktfrequenzen: 1,0–2,8 GHz
- Modelle: Athlon 64 2000+ bis 3800+; Athlon LE-1640 bis LE-1660

## Modelldaten ASB1

### Huron
- Revisionen: G2
- L1-Cache: 64 + 64 KiB (Daten + Instruktionen)
- L2-Cache: 512 KiB, mit Prozessortakt
- MMX, Extended 3DNow!, SSE, SSE2, SSE3, AMD64, Cool’n’Quiet, NX-Bit, AMD-V
- ASB1 package (Ball Grid Array) mit 800 MHz HyperTransport (HT1600)
- Fertigungstechnik: 65 nm (SOI)
- Taktfrequenzen: 1,6 GHz
- Modelle: AMD Athlon Neo MV-40